# بنيامين باركر أوديل (الابن)

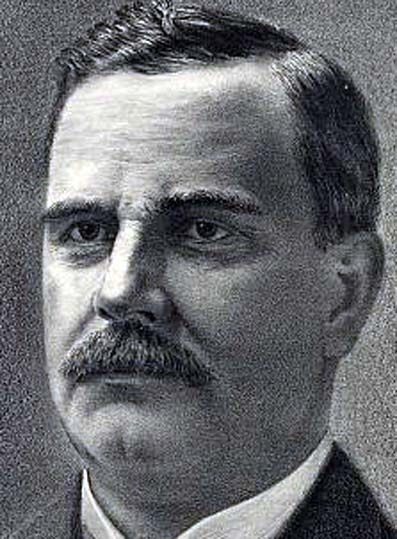
بنيامين باركر أوديل، الابن.

وهو سياسي أمريكي ينتمي إلى الحزب الجمهوري ولد بنيامين باركر أوديل، الابن في 14 يناير من سنة 1854 في ولاية نيويورك الأمريكية كان بنيامين باركر أوديل، الابن حاكما على ولاية نيويورك الأمريكية ما بين الأعوام 1901 إلى عام 1904 توفي بنيامين باركر أوديل، الابن في 9 مايو من سنة 1926 في ولاية نيويورك لامريكية.